# Клоатр Плебан
Клоатр Плебан (фр. Cloître-Pleyben) је насељено место у Француској у региону Бретања, у департману Финистер.
По подацима из 2011. године у општини је живело 577 становника, а густина насељености је износила 28,26 становника/km².

## Демографија
| 1962. | 1968. | 1975. | 1982. | 1990. | 2011. |
| ----- | ----- | ----- | ----- | ----- | ----- |
| 881   | 791   | 673   | 588   | 512   | 577   |